# Getafe (Bohol)
Getafe es un municipio situado en la costa norte de la isla de Bohol, en el centro del archipiélago de Filipinas. Según el censo del 2007 tiene una población de 27 852 habitantes. Tiene una economía principalmente pesquera y agrícola.

## Barrios
El municipio se divide en 24 barrios:
| - Alumar - Banacon - Buyog - Cabasakan - Campao Occidental - Campao Oriental - Cangmundo - Carlos P. García - Corte Baud - Handumon - Jagoliao - Jandayan Norte | - Jandayan Sur - Mahanay (Mahanay Island) - Nasingin - Pandanon - Población - Saguise - Salog - San José - Santo Niño - Taytay - Tugas - Tulang |

## Ciudades hermanadas
- Getafe, España. Este protocolo de hermanamiento se firmó el 16 de noviembre de 1990.